# 비산도서관 (안양시)
비산도서관은 경기도 안양시 동안구 비산2동에 위치한 안양시의 공공 도서관이다.

## 연혁
- 2006년 9월 6일 : 비산도서관 건립계획 수립
- 2008년 10월 30일 : 공사 착공
- 2010년 6월 30일 : 준공
- 2010년 10월 1일 : 비산도서관 개관

## 이용 안내
이용 시간
- 열람실 : 3월~10월 07:00 ~ 23:00 / 11월~2월 08:00 ~ 23:00 / 매월 2·4·5째 월요일 08:00 ~ 20:00
- 어린이자료실·디지털자료실 : 평일(화~금) 09:00 ~ 18:00 / 토·일 09:00 ~ 17:00
- 종합자료실 : 평일(화~금) 09:00 ~ 22:00 / 토·일 09:00 ~ 17:00

휴관일
- 매주 월요일 (열람실은 1.3째 주 월요일만 휴관)
- 법정공휴일 (단, 열람실 개방(08:00~20:00)은 도서관별[석수, 비산, 호계], [평촌, 만안, 박달]로 교차 개방)
- 기타 관장이 필요하다고 인정하는 임시휴관